# 김희원 (희극인)
김희원(1985년 11월 21일 ~ )은 대한민국의 희극 배우이다. 개명 전 이름은 김재성이다.

## 프로필

### 데뷔
- 2008년 KBS 23기 공채 개그맨

### 학력
- 서울국악예술고등학교
- 중앙대학교 음악극과

## 출연 작품

### 지상파 드라마 특별출연
- 2011년 KBS2 월화미니시리즈 《드림하이》[1]

### 지상파 예능
- 《개그콘서트》(KBS2)

〈안 생겨요〉
〈"... ..."〉남궁경호의 애인 or 유민상의 딸 역
〈남자가 필요없는 이유〉
〈시청률의 제왕〉
〈누려〉
〈무섭지 아니한가〉귀신 역
〈아빠와 아들〉
〈핑크 레이디〉
〈최종병기 그녀〉탑 여배우 역
〈위대한 유산〉
〈못말리는 변접관〉118번 역
〈슈퍼스타KBS〉
〈꽁트의 신〉
〈순정만화〉
〈어색극단〉
〈대포동 예술극단〉
〈사건의 전말〉형사 역
〈나 혼자 남자다〉
〈힙합의 신〉
〈핵존심〉
〈젊은이의 양지〉
〈민상토론〉
〈유.전.자 (유행어를 전파하는 자)〉
〈일어나〉
〈베테랑〉
〈죽어도 못 보내〉
- 자기야 백년손님 (SBS)
- 노래싸움 - 승부 (KBS2)

### 케이블
- 2011년 MTV(現 SBS MTV) 비하인드 더 쇼

### 라디오
- 2019년 (WBS FM) 기분좋은 12시

## 유행어
- 전 탑 여배우예요 나 이런거 못해!(최종병기 그녀)
- 에이구 인간아!(핵존심)
- 못~~해!(유전자)